# Vignory
Vignory település Franciaországban, Haute-Marne megyében. Lakosainak száma 219 fő (2022. január 1.). Vignory Cerisières, Froncles, La Genevroye, Marbéville, Mirbel, Soncourt-sur-Marne és Vouécourt községekkel határos.

## Népesség
A település népessége az elmúlt években az alábbi módon változott:
| Lakosok száma | 445  | 385  | 335  | 298  | 265  | 253  | 243  | 233  | 228  | 219  |
|               | 1968 | 1982 | 1990 | 2006 | 2013 | 2015 | 2017 | 2019 | 2020 | 2022 |